# 長工之友會
台灣長工之友會，簡稱台灣長工會或長工之友會，是在2006年3月之後正國會以及新文化工作隊的合作同盟，主要是由謝長廷促成，現今在檯面上的主要成員有：（正國會部分）林佳龍、林右昌、楊懿珊、劉建忻、卓冠廷、李坤城、吳琪銘、林岱樺、陳俊宇、陳秀寶、黃秀芳、劉建國、楊曜、陳瑩、王義川以及（新文化工作隊部分）以徐國勇為首等系統友好的政治人物保持合作。

## 簡介
隨著謝系參與公職選舉接連失利，加上2016年謝長廷奉命駐節日本，2018年謝系重要成員姚文智競選臺北市市長選舉以大幅度的落選後退出政壇，而後來謝長廷的政治盟友三立電視董事長林崑海的湧言文化基金會崛起後，逐漸收編謝系成員。

## 外部連結
- 台灣長工之友會
- 台灣維新影子政府